# Eisfeld

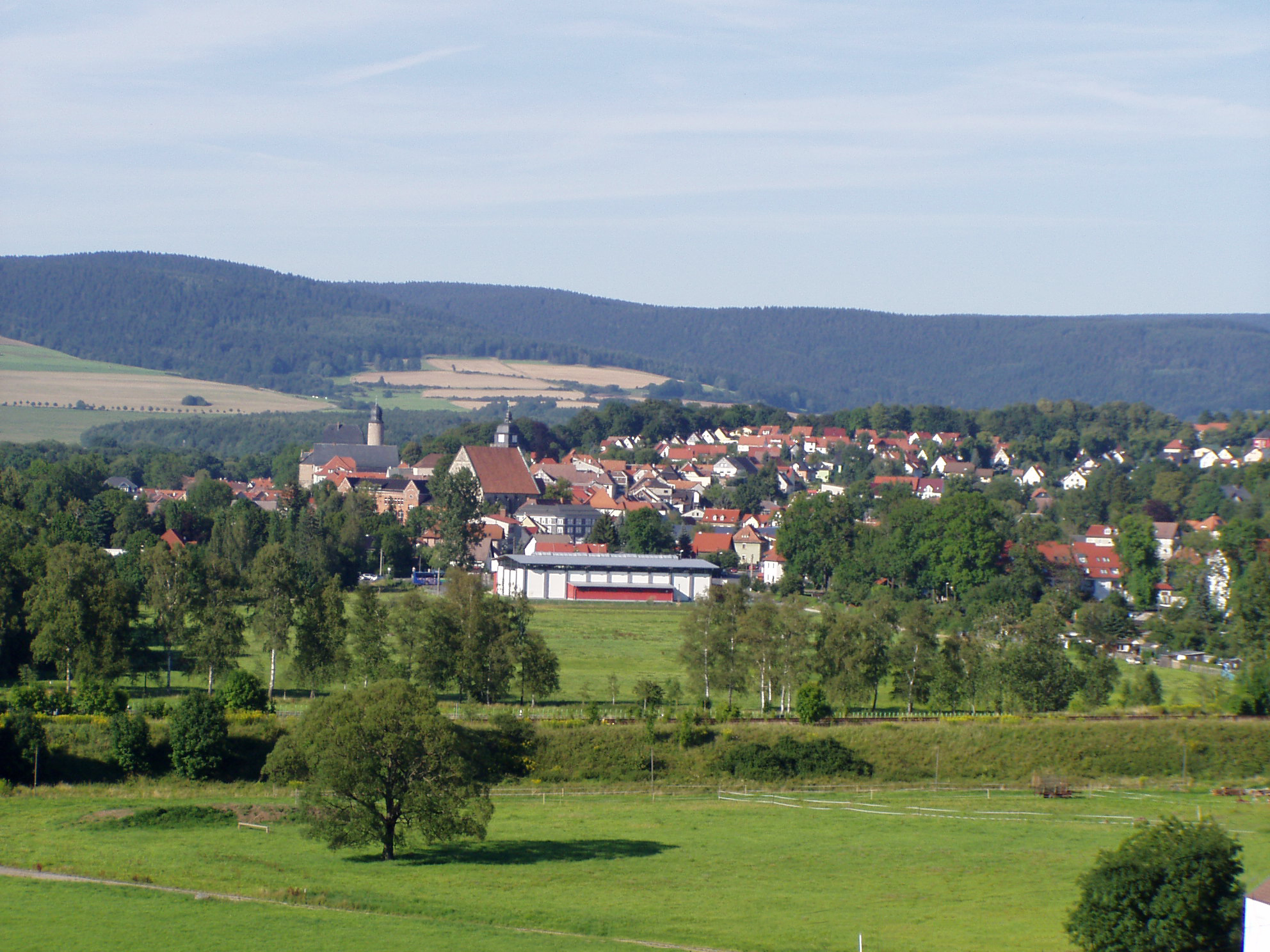
Ortsansicht, im Vordergrund die Trasse der Werrabahn

Eisfeld ist eine Kleinstadt mit Aufgaben eines Grundzentrums im Landkreis Hildburghausen im fränkisch geprägten Süden Thüringens an der Thüringer Porzellanstraße.

## Geographie
Die Stadt liegt im Landkreis Hildburghausen, nur wenige Kilometer von der Grenze zu Bayern entfernt im südlichen Vorland des Thüringer Walds. An dessen Nahtstelle zum Thüringer Schiefergebirge und nördlich der Langen Berge liegt Eisfeld 400 bis 780 m ü. Normalnull am Oberlauf der Werra.
Der Ortsteil Harras liegt auf etwa 400 m Höhe während durch den höchstgelegenen Ortsteil Friedrichshöhe mit 780 m Höhe der Rennsteig führt.

### Stadtgliederung
Das Stadtgebiet gliedert sich nach der Hauptsatzung in die Kernstadt Eisfeld sowie zwölf Ortsteile Bockstadt-Herbartswind, Friedrichshöhe, Harras, Heid, Hirschendorf, Saargrund, Sachsenbrunn, Schirnrod, Stelzen, Tossenthal, Waffenrod/Hinterrod und Weitesfeld.

## Geschichte
Eisfeld wurde in einer zwischen 802 und 817 zu datierenden Urkunde erstmals als Asifeld erwähnt, in der Graf Erpho, möglicherweise Bruder von Emhilt, Gründerin des Klosters Milz, seine dortigen Besitztümer an das Kloster Fulda vermacht. Im einheimischen Dialekt heißt Eisfeld „Aasfald“, was auch auf Aasen (Essen) zurückgeführt wird. Die weitere Geschichte Eisfelds liegt für mehrere Jahrhunderte im Dunkeln, bis Graf Berthold VII. von Henneberg es 1316 als Teil der sogenannten Neuen Herrschaft Henneberg bzw. Pflege Coburg mit Unterstützung des späteren Kaisers Ludwig des Bayern, dessen Berater er war, von Johann von Brandenburg (zurück) erwarb. In der entsprechenden Urkunde wird Eisfeld erstmals als Stadt erwähnt und erhielt 1323 von Graf Berthold das Recht zur Ummauerung. In späteren Urkunden wird auf das Coburger bzw. Schweinfurter Stadtrecht verwiesen. Die Stadt fiel aber bereits 1353 auf dem Erbwege an die Burggrafen von Nürnberg und 1374 als Bestandteil der Pflege Coburg unter die Herrschaft der Wettiner. Im Spätmittelalter war Eisfeld einer der Marktorte an der über den Rennsteig führenden Fernhandelsstraße zwischen Nürnberg und Erfurt.
In der zum Bistum Würzburg gehörenden Stadt wurde die Reformation 1525 eingeführt. Aus Halle vertrieben, verbrachte der Reformator Justus Jonas der Ältere in Eisfeld seinen Lebensabend.  Seit 1485 gehörte Eisfeld zum ernestinischen Teil Kursachsens und seit 1645 zu Sachsen-Gotha. Im Dreißigjährigen Krieg wurde die Stadt zweimal vollständig zerstört und verlor vier Fünftel ihrer Einwohner.
Von 1680 bis 1826 gehörte Eisfeld zu Sachsen-Hildburghausen, danach zu Sachsen-Meiningen. Die ersten wirtschaftlichen Erfolge brachte der Handel mit sogenannten Schnetter Truhen – das waren aufwändig bemalte, volkstümlich verzierte Truhen und Möbelstücke, die im 19. Jahrhundert nach Nordwürttemberg, Hessen und Bayern geliefert wurden. In einem spätklassizistischen Sommerhaus am Stadtrand verbrachte der Dichter Otto Ludwig (1813–1865) seine Jugendjahre. 1858 wurde die Werrabahn gebaut, und 1903 wurde die Ortsgruppe der SPD gegründet. 1920 folgte die KPD-Ortsgruppe. Am 1. Mai desselben Jahres ging die Stadt im Land Thüringen auf.
Eisfeld wurde als „braune Stadt“ bezeichnet, weil bereits 1932 12 von 16 Stadtverordneten der NSDAP angehörten und Adolf Hitler zum Ehrenbürger ernannten. Daher setzte 1933 eine intensive Verfolgung der Funktionäre und Mitglieder der übrigen Parteien ein. Während des Zweiten Weltkrieges mussten 733 ausländische Zwangsarbeiter, darunter 542 Frauen, in den Bruhn-Werken, im Ritzma-Werk, in der Eiso-Schrauben GmbH und bei den Firmen Günsel und Dressel Zwangsarbeit verrichten. Drei der an den unmenschlichen Lebensbedingungen verstorbenen Zwangsarbeiter sind auf dem Friedhof begraben.
Nach dem Zweiten Weltkrieg befand sich Eisfeld wegen seiner Grenznähe bis 1972 im sogenannten Sperrgebiet entlang der innerdeutschen Grenze.
Im Zuge der Wiedervereinigung rückte Eisfeld mit dem Freistaat Thüringen geografisch ins Zentrum der Bundesrepublik.

### Eingemeindungen
1957 wurde Heid eingemeindet, 1993 folgten die zwei Nachbargemeinden Harras und Hirschendorf. Gleichzeitig ist der aus den Gemeinden Waffenrod und Hinterrod fusionierte neue Ortsteil Waffenrod/Hinterrod eingemeindet worden.
2013 wurde die Gemeinde Bockstadt mit ihrem Ortsteil Herbartswind, für die Eisfeld bereits zuvor erfüllende Gemeinde war, eingemeindet.
2019 wurde die Gemeinde Sachsenbrunn, für die Eisfeld ebenfalls zuvor bereits erfüllende Gemeinde war, eingemeindet.

### Einwohnerentwicklung

Einwohnerentwicklung von Eisfeld von 1489 bis 2018

Entwicklung der Einwohnerzahl (ab 1960 31. Dezember):  Datenquelle ab 1994: Thüringer Landesamt für Statistik
| 1489 bis 1960 - 1489: 1.000 - 1540: 3.000 - 1835: 2.818 - 1905: 4.437 - 1910: 4.439 - 1933: 4.714 - 1939: 4.847 - 1960: 5.606 | 1992 bis 1999 - 1992: 4.749 - 1993: 6.159 - 1994: 6.040 - 1995: 5.960 - 1996: 5.953 - 1997: 5.962 - 1998: 5.956 - 1999: 5.906 | 2000 bis 2007 - 2000: 5.874 - 2001: 5.866 - 2002: 5.806 - 2003: 5.832 - 2004: 5.791 - 2005: 5.750 - 2006: 5.699 - 2007: 5.685 | 2008 bis 2015 - 2008: 5.681 - 2009: 5.632 - 2010: 5.569 - 2011: 5.432 - 2012: 5.421 - 2013: 5.661 - 2014: 5.640 - 2015: 5.623 | ab 2015 - 2016: 5.636 - 2017: 5.664 - 2018: 5.617 - 2019: 7.561 - 2020: 7.575 - 2021: 7.454 - 2022: 7.412 - 2023: 7.344 |

## Politik

### Stadtrat
Der Rat der Stadt Eisfeld besteht aus 20 gewählten Mitgliedern und dem Bürgermeister. Seit der Kommunalwahl vom 26. Mai 2024 verteilen sich die Sitze der gewählten Stadträte wie folgt:
| Partei/Liste | Sitze | ±   |
| EFW          | 8     | ± 0 |
| FWGS         | 3     | ± 0 |
| Linke        | 3     | ± 0 |
| CDU          | 3     | ± 0 |
| BZH          | 2     | + 1 |
| SPD          | 1     | − 1 |

### Bürgermeister
Der hauptamtliche Bürgermeister von Eisfeld ist seit dem 1. Juli 2024 Christoph Bauer (Eisfelder Freie Wähler). Zuvor war von Anfang der 1990er-Jahre bis 2006 Gerd Braun (Freie Wähler) im Amt, ehe von 2006 bis 2012 Kerstin Heintz (Die Linke) und von 2012 bis 2024 Sven Gregor (Eisfelder Freie Wähler) folgte.

### Wappen
Blasonierung: „In Gold ein schwarzer Löwe mit roter Zunge und Bewehrung, in den Vorderpranken ein bewurzeltes grünes Lindenbäumchen haltend.“
Das Wappen ist in seiner Form seit 1960 in Gebrauch. Der Löwe ist als der markmeißnische tingiert. Die ältesten Stadtsiegel zeigen ihn in Begleitung des Buchstabens E als Gemeindezeichen. Etwa seit der Mitte des 17. Jahrhunderts tritt an die Stelle des E der Baumschößling, der von verschiedenen Chronisten als Symbol des Wiederaufbaus nach Zerstörungen im Dreißigjährigen Krieg gedeutet wird. Verschiedene historische Versionen des Stadtwappens zeigen den Löwen auch als siebenfach von Silber und Rot geteilten thüringischen.

### Städtepartnerschaften
Eisfeld unterhält Städtepartnerschaften mit
- Ahorn im Landkreis Coburg; seit 1990
- Ham in der Picardie im Norden Frankreichs; seit 1995

## Kultur und Sehenswürdigkeiten

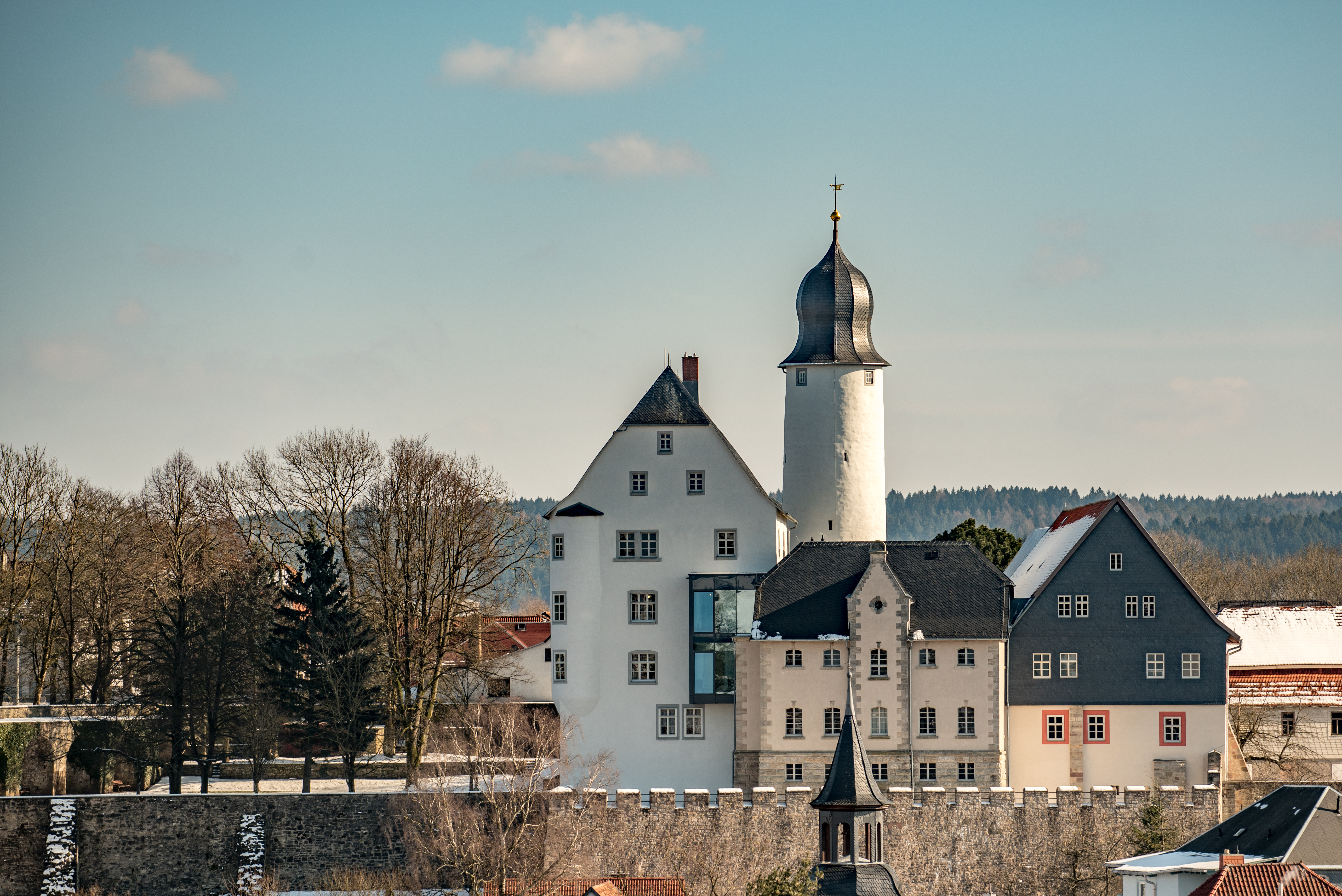
Eisfelder Schloss (2018)

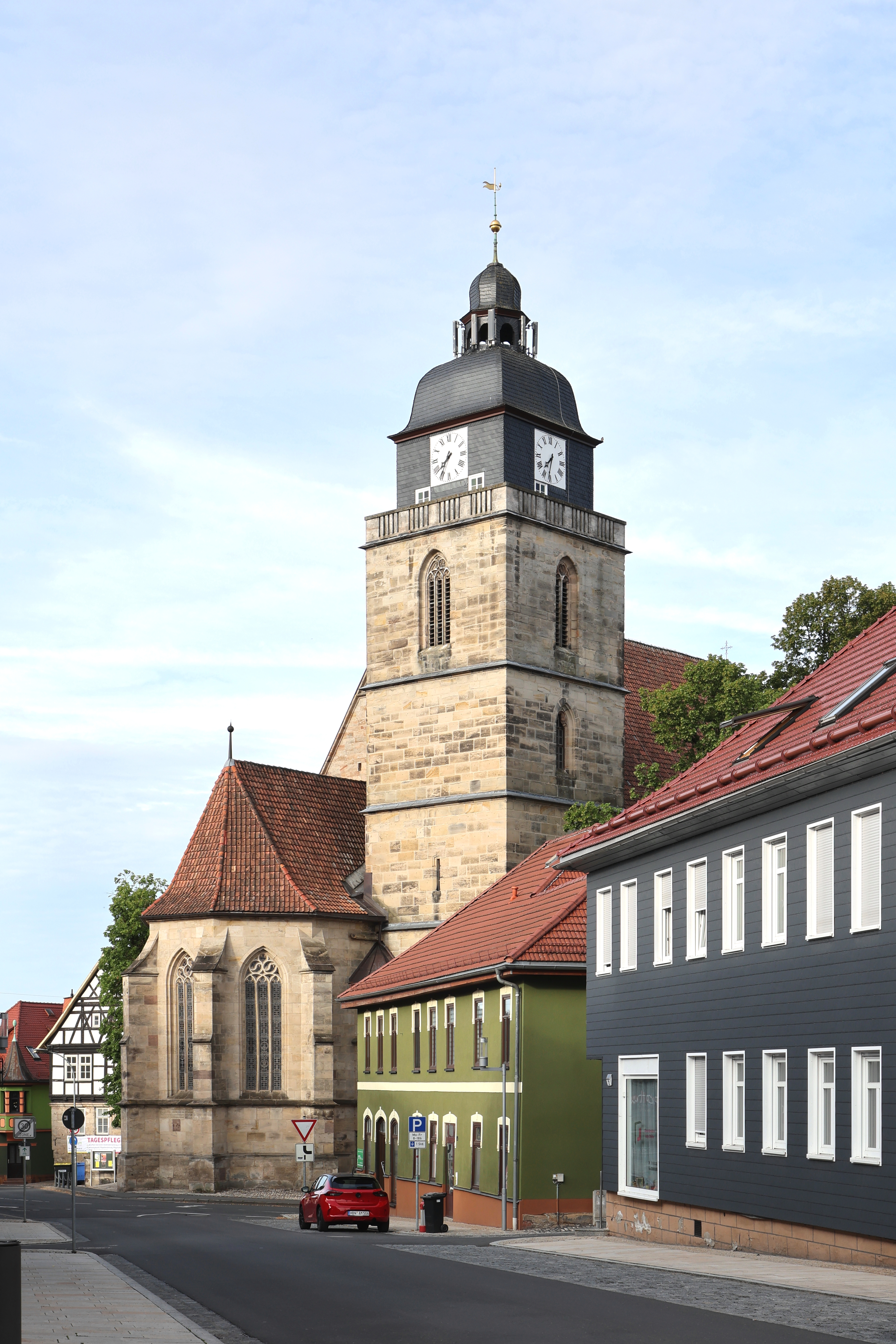
Dreifaltigkeitskirche St. Nikolai

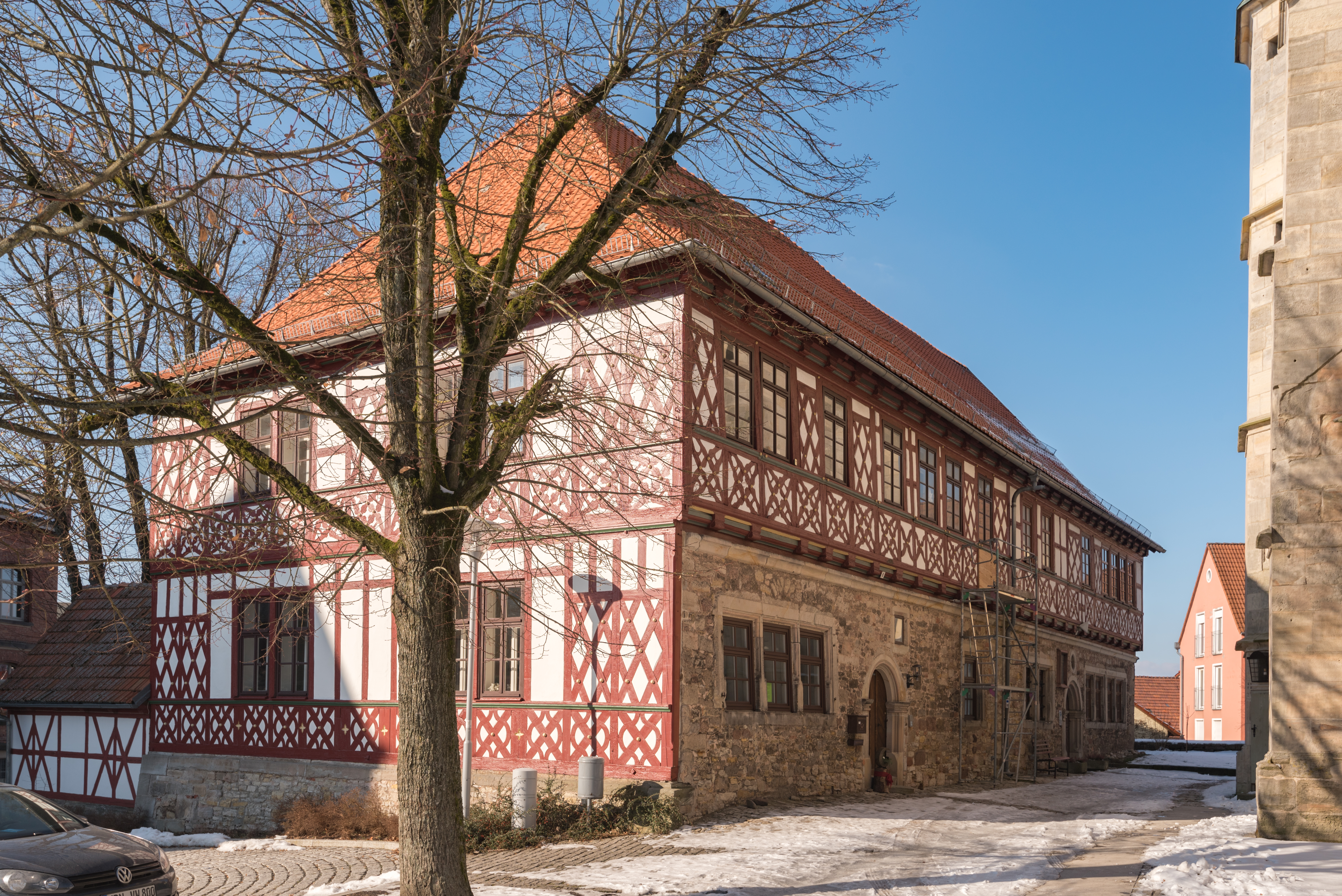
Pfarrhaus an der Dreifaltigkeitskirche

### Bauwerke
- Als bedeutendes Baudenkmal gilt das mittelalterliche Eisfelder Schloss, es wurde im 13. Jahrhundert am höchsten Punkt der Stadt auf den Mauern einer älteren Wehranlage errichtet und mit der heute nur noch in Resten vorhandenen Stadtbefestigungsanlage verbunden. Der schlichte Gebäudekomplex war Amtssitz der landesherrschaftlichen Vögte, diente nach 1728 auch als Witwensitz der Herzogin Sophia Albertine von Sachsen-Hildburghausen und beherbergte zuletzt das Amtsgericht mit Gefängnis. Das Schloss verfügt über einen hufeisenförmigen Grundriss, im Nordosten erhebt sich ein runder Turm mit Zwiebelhaube.  Seit 1948/1949 wird das Schloss kulturell genutzt, es ist Heimstatt des Otto-Ludwig-Museums, welches 1948 unter der Leitung von Ernst Dahinten eröffnet wurde, mit einer bedeutenden regionalgeschichtlichen Sammlung.[12]
- Die Dreifaltigkeitskirche Eisfeld St. Nikolai von 1535, ein Hauptwerk der thüringischen Spätgotik. Das Geläut besteht aus der Großen Glocke, der 1474 gegossenen Egidiusglocke, der 1581 gegossenen Banzer und der Mess, die beide aus dem Kloster Banz im Dreißigjährigen Krieg von schwedischen Truppen geraubt und an die Stadt verkauft wurden.
- Im Garten Unterm Heinig befindet sich die Otto-Ludwig-Gedenkstätte. Neben den Erinnerungsstücken aus dem Familienbesitz des Dichters vermittelt der Ort einen Eindruck von der spätklassizistischen Innenarchitektur.
- Im alten Friedhof steht die Ruine der Gottesackerkirche St. Salvator
- Im Ortsteil Waffenrod-Hinterrod existiert eine Sommerrodelbahn.

### Veranstaltungen
Bereits seit 1608 feiern die Eisfelder jährlich am „3. Pfingstfeiertag“ (Pfingstdienstag, Dienstag nach Pfingsten) ihr Kuhschwanzfest. Ursprünglich eine Musterung und Übung der wehrfähigen Bürger, ist es heute ein großes Volksfest über das ganze Pfingstwochenende. In Erinnerung an diese Übung stehen am Pfingstdienstag Stadtwachen in historischen Uniformen an den Ortseingängen und verkaufen symbolische Passierscheine. Den Höhepunkt der Feierlichkeiten bildet ein Festumzug.

### Dialekt
In Eisfeld wird Itzgründisch, ein unterfränkischer Dialekt, gesprochen.

## Wirtschaft und Infrastruktur

### Wirtschaft
Eisfeld war bis Mitte des 20. Jahrhunderts – in Anlehnung an das angrenzende Sonneberger Hinterland – ein Schwerpunkt der Puppen- und Spielwarenherstellung. Von größerer wirtschaftlicher Bedeutung waren bis heute außerdem die Porzellanindustrie und die Herstellung feinmechanischer und optischer Erzeugnisse.
Im Jahr 1920 gründete Albin Ritzmann in Eisfeld ein Unternehmen, Ritzma-Werke, das unter anderem Rasierklingen und Rasierapparate fertigte. Nach dem Zweiten Weltkrieg wurde Ritzmann 1945 enteignet. Er starb 1947 im Speziallager Nr. 2 Buchenwald. 1948 übernahm der Volkseigene Betrieb „Feintechnik Eisfeld“ die Produktion von Rasierklingen, der die Marke Croma etablierte. Feintechnik war der einzige Rasierklingenhersteller in der DDR. Im Jahr 1991 folgte im Rahmen der Privatisierung der Verkauf der Feintechnik GmbH Eisfeld für 150.000 D-Mark an einen Südtiroler Unternehmer. Ende 2007 erwarb ein Konsortium um die Hypo Equity Management AG in Bregenz das Unternehmen, das damals 250 Mitarbeiter hatte. Es fertigte vor allem Systemrasierer für Damen und Herren sowie Ersatzklingen. Im Jahr 2014 wurde die Feintechnik GmbH Eisfeld (Mitarbeiter: 465) vom New Yorker Start-Up Harry’s – einem Online-Versandhändler von Rasierbedarf – für 100 Mio. US-Dollar gekauft. Einer Übernahme durch den US-Konzern Edgewell Personal Care, dem auch Wilkinson Sword gehört, für knapp 1,2 Milliarden US-Dollar bis März 2020 versagte die US-Kartellbehörde die Zustimmung.

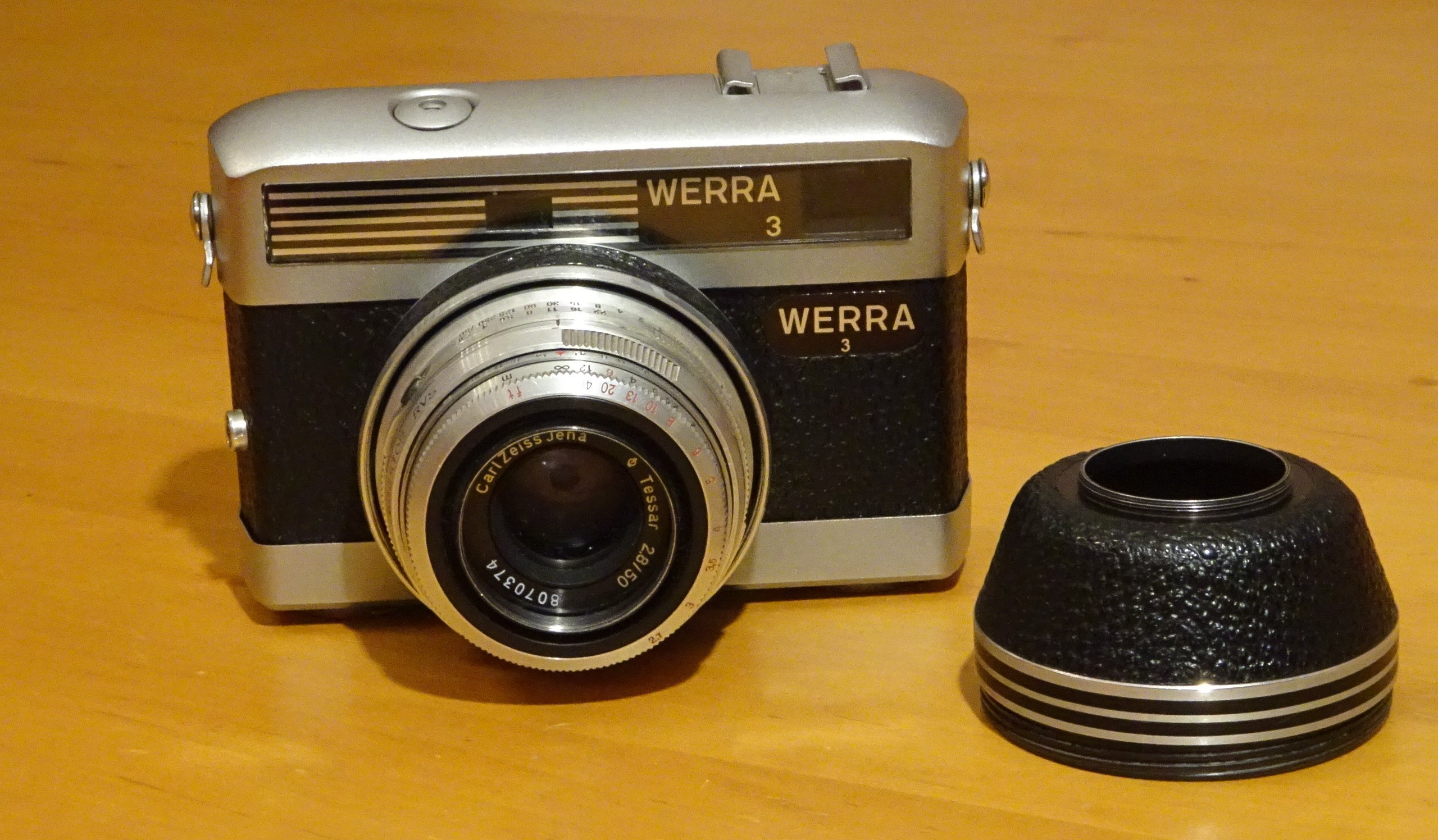
"Werra 3" Carl Zeiss Jena – Betrieb Eisfeld – Systemkamera – drei auswechselbare Objektive – Entfernungsmesser – Prestor-Verschluss bis 1/750 Sekunde – um 1967

Im Jahr 1952 eröffnete der VEB Carl Zeiss Jena  eine Betriebsstätte zur Herstellung seiner einzigen Foto-Kamera – der Systemkamera „Werra“. Sie wurde nach dem Fluss benannt, der durch Eisfeld fließt. Weiterhin baute man Einzelteile für das Werk in Jena. Die Produktion wurde in den Folgejahren weiter ausgebaut. Ferngläser und Zielfernrohre kamen Mitte der 1960er Jahre hinzu, und es begann die Fertigung optischer Analysenmessgeräte. Die Werra-Produktion erreichte bis 1967 eine Stückzahl von 0,5 Millionen mit 22 verschiedenen Modellen.
In den 1980er Jahren arbeiteten etwa 1100 Beschäftigte im Eisfelder Werk, dem damals größten Hersteller von Ferngläsern in Europa. Anfang August 1991 übernahm die Docter Optics GmbH aus Wetzlar das Werk mit den verbliebenen 550 Mitarbeitern, die aber 1995 Konkurs anmelden musste. 1997 wurde ein Teil des Unternehmens mit einer Belegschaft von 40 Beschäftigten durch die Analytik Jena GmbH weitergeführt. Die Analytik Jena veräußerte ihre Niederlassung Eisfeld 2016 an die Noblex GmbH, die 127 Arbeitnehmer im Jahr 2018 beschäftigte.
Ende 2019 nahm das Unternehmen Progroup, einer der größten Wellpappenhersteller Europas, eine neue Wellpappenanlage mit einer Jahresproduktionskapazität von 190.000 Tonnen Wellpappe in Betrieb. Dabei sollen 52 Arbeits- sowie drei Ausbildungsplätze entstehen. Das Werk in Eisfeld hatte zum Zeitpunkt der Einweihung die zweithöchste Produktionskapazität aller Betriebsstätten des Unternehmens.

### Verkehr
An der (ehemaligen) Bundesstraße 4 zwischen Coburg und Erfurt gelegen hatte Eisfeld nach der Öffnung der innerdeutschen Grenze 1989 unter einem starken Anstieg des Ortsdurchgangsverkehrs zu leiden. Durch den Bau der Bundesautobahn 73 Nürnberg–Suhl wurde eine Anbindung mit den Anschlussstellen Eisfeld-Nord und Eisfeld-Süd an die überregionalen Verkehrsverbindungen geschaffen, was auch eine Entlastung des Durchgangsverkehrs bewirkt.
Einen ersten Eisenbahnanschluss hatte Eisfeld 1858 mit der Werrabahn Richtung Westen nach Eisenach sowie Richtung Süden nach Coburg erhalten. Seit 1945 ist die Verbindung nach Coburg eingestellt, sie wurde später zurückgebaut. Als zweite Eisenbahnstrecke wurde 1890 zur Erschließung des nördlichen Hinterlandes die Schmalspurstrecke nach Schönbrunn in Betrieb genommen. Diese wurde 1974 ebenfalls zurückgebaut. Schließlich wurde 1909 noch die Bahnstrecke Eisfeld–Sonneberg eröffnet, welche heute noch in Betrieb ist. Vom Bahnhof Eisfeld aus verkehren im Stundentakt Züge über Meiningen und Bad Salzungen nach Eisenach Hbf und im Zweistundentakt Züge über Sonneberg Hbf nach Neuhaus am Rennweg.
Zum Bahnhof Coburg als nächstgelegenem Fernverkehrshalt besteht eine stündliche Busverbindung mit gut 20 Minuten Fahrzeit über die Linie 205, die Eisfeld in Richtung Norden auch mit Schleusingen verbindet.

### Öffentliche Sicherheit, Brandschutz und Gesundheit
Neben der Freiwilligen Feuerwehr Eisfeld als Stützpunktfeuerwehr des Landkreises Hildburghausen ist in Eisfeld auch die Rettungswache der Regiomed-Kliniken ansässig. Diese betreiben auch das örtliche Seniorenzentrum „Am Thomasberg“ sowie ein Wohnheim für psychisch Kranke und seelisch Behinderte.

## Persönlichkeiten

### Ehrenbürger
- Friedrich Eduard Oberländer (1807–1879), Jurist und Politiker
- Rudolph Rühle von Lilienstern, Justizrat und Amtsrichter
- Johann Nicol Marbach, Lehrer und Kantor in Themar
- Christian und Heinrich Burkhardt, Glasmaler
- Otto König, Kaufmann in Würzburg
- Max Michaelis, Großkaufmann in London
- William C. Lobenstein, Geschäftsmann in New York
- Paul von Hindenburg (1847–1934), Ehrenbürgerschaft 1945/46 per Dekret aberkannt
- Adolf Hitler (1889–1945), beschlossen am 3. Dezember 1932, Ehrenbürgerschaft 1945/46 per Dekret aberkannt[22]
- Ernst Dahinten (1885–1969), Lehrer, Stadtarchivar und Museumsleiter
- Alfred Recknagel, Physiker und Hochschullehrer
- Ilse und Hans Melzl (postum), Mediziner im Eisfelder Krankenhaus

### Söhne und Töchter der Stadt
- Georg Rhau (1488–1548), Buchdrucker und Thomaskantor
- Johann Dilliger (1593–1647), evangelischer Theologe und Komponist
- Georg Decker (1596–1661), Buchdrucker, Verleger, Gründer der Universitätsdruckerei Basel
- Christoph Philipp Richter (1602–1673), Rechtswissenschaftler
- Johann Christoph Conrad (ca. 1720–1790?), Komponist und Organist
- Carl Barth (1787–1853), Zeichner und Kupferstecher
- Otto Ludwig (1813–1865), Schriftsteller
- Christian Heinrich Burckhardt (1824–1893), Glasmaler
- Georg Credner (1825–1899), Pädagoge, Prediger und Direktor des Bremer Lehrerseminars
- Heinrich Höfer (1825–1878), Maler
- Otto Muther (1832–1881), Coburger Landtagsabgeordneter
- Otto Recknagel (1845–1926), Jagdmaler
- Gustav Eichhorn (1862–1929), Mediziner und Prähistoriker
- Constantin Krauß (1864–1928), Chemiker und Industrieller
- Georg Seubelt (1873–1951), bayerischer Ministerialbeamter
- Karl Röhrig (1886–1972), Bildhauer und Porzellangestalter
- Ernst Straßner (1905–1991), Maler und Kunstpädagoge
- Alfred Recknagel (1910–1994), Physiker und Hochschullehrer
- Rosso Majores (1911–1996), Maler, Grafiker, Kunstpädagoge, Nationalpreisträger
- Rudi Brehm (1924–1997), im Ortsteil Harras geborener Gewerkschaftsfunktionär
- Anita Bach (1927–2021), Architektin und Hochschullehrerin
- Horst Laubenthal (* 1939), Opernsänger, Tenor
- Rolf Müller (* 1941), im Ortsteil Sachsendorf geborener Maler, Grafiker und Textilkünstler
- Thomas Pfeffer (* 1957), im Ortsteil Sachsenbrunn geborener Sportschütze, Silbermedaillen-Gewinner bei Olympia
- Corinna Herold (* 1961), Politikerin (AfD) und Landtagsabgeordnete

### Mit dem Ort in Verbindung stehend
- Justus Jonas der Ältere (1493–1555), Reformator
- Arsacius Seehofer (um 1505–um 1540), reformatorischer Theologe, war Schulmeister in Eisfeld
- Wolfgang Thierse (* 1943), Politiker (SPD), ehemaliger Präsident des deutschen Bundestages, in Eisfeld aufgewachsen